# Monrose
Monrose是一個德國流行女子組合，該團體在2006年11月成立。她們被華納唱片簽下並在2006年12月發行首張專輯《Temptation》。該專輯在中歐獲得重大成功，專輯中包括冠軍熱單《Shame》和《Even Heaven Cries》，該專輯共銷售超過60萬張。
在她們的第二首冠軍單曲《Hot Summer》發行之後，她們的第二張錄音室專輯《Strictly Physical》在2007年9月發行，該專輯獲得雙金唱片銷量認證。該團體的第三張錄音室專輯《I Am》在2008年10月發行，2010年6月發行第十張專輯《Ladylike》，專輯中包括她們最後的一支榜單前十名單曲《Like a Lady》。2010年11月，該組合宣布將在2011年解散，組合的各位成員聲稱將會展開各自的個人事業。

## 音樂作品

### 錄音室專輯
- 《Temptation》（2006）
- 《Strictly Physical》（2007）
- 《I Am》（2008）
- 《Ladylike》（2010）

## 演唱會
- Venus Temptation Tour（2007）
- Club Tour（2009）

## 外部連結
- 官方網站